# 1995 YC3
1995 YC3 är en asteroid i huvudbältet som upptäcktes den 27 december 1995 av NEAT vid Haleakalā-observatoriet.
Asteroiden har en diameter på ungefär 12 kilometer.